# Incidente de los globos chinos de 2023
El 2 de febrero de 2023, los funcionarios de defensa de los Estados Unidos observaron lo que sospechaban que era un globo de observación y siguieron su trayectoria a través de los EE. UU. sobre el estado de Montana. Funcionarios canadienses informaron de que estaban monitoreando un posible segundo incidente. El viaje diplomático programado del secretario de Estado de EE. UU., Antony Blinken, a China fue pospuesto por el presidente Joe Biden en respuesta. El 4 de febrero fue derribado.
En junio, el presidente de EE. UU., Joe Biden, dijo que el globo transportaba el equivalente a "dos completos vagones de ferrocarril de equipo de espionaje."  El globo contaba con hélice para su propulsión.
El 3 de febrero, Estados Unidos informó de que un segundo globo de vigilancia sobrevolaba América Latina.

## Ubicación y origen

Diagrama del globo de observación

Se informó de que el globo estaba volando en la estratosfera, donde no representaría un riesgo para la seguridad de los aviones comerciales debido a su gran altitud. Los globos aerostáticos suelen operar entre 24 000 y 37 000 metros (79 000 y 121 000 pies), superando la altitud máxima habitual de los aviones de 12 000 metros (39 000 pies). Fue rastreado sobre Montana a principios de febrero, pasando sobre los Estados Unidos continentales después de viajar sobre las islas Aleutianas y Canadá.

## Propósito

Posible ruta tomada por el globo desde China hacia EE. UU.

El globo es un globo de vigilancia del tamaño aproximado de tres autobuses con una bahía tecnológica. No se cree que esté obteniendo inteligencia que no pueda ser recopilada por satélites. Las incursiones anteriores de globos se han mantenido por una duración mucho más corta sobre los Estados Unidos continentales; la última vez fueron las bombas de globo Fu-go utilizadas por los japoneses durante la Segunda Guerra Mundial.

## Consecuencias

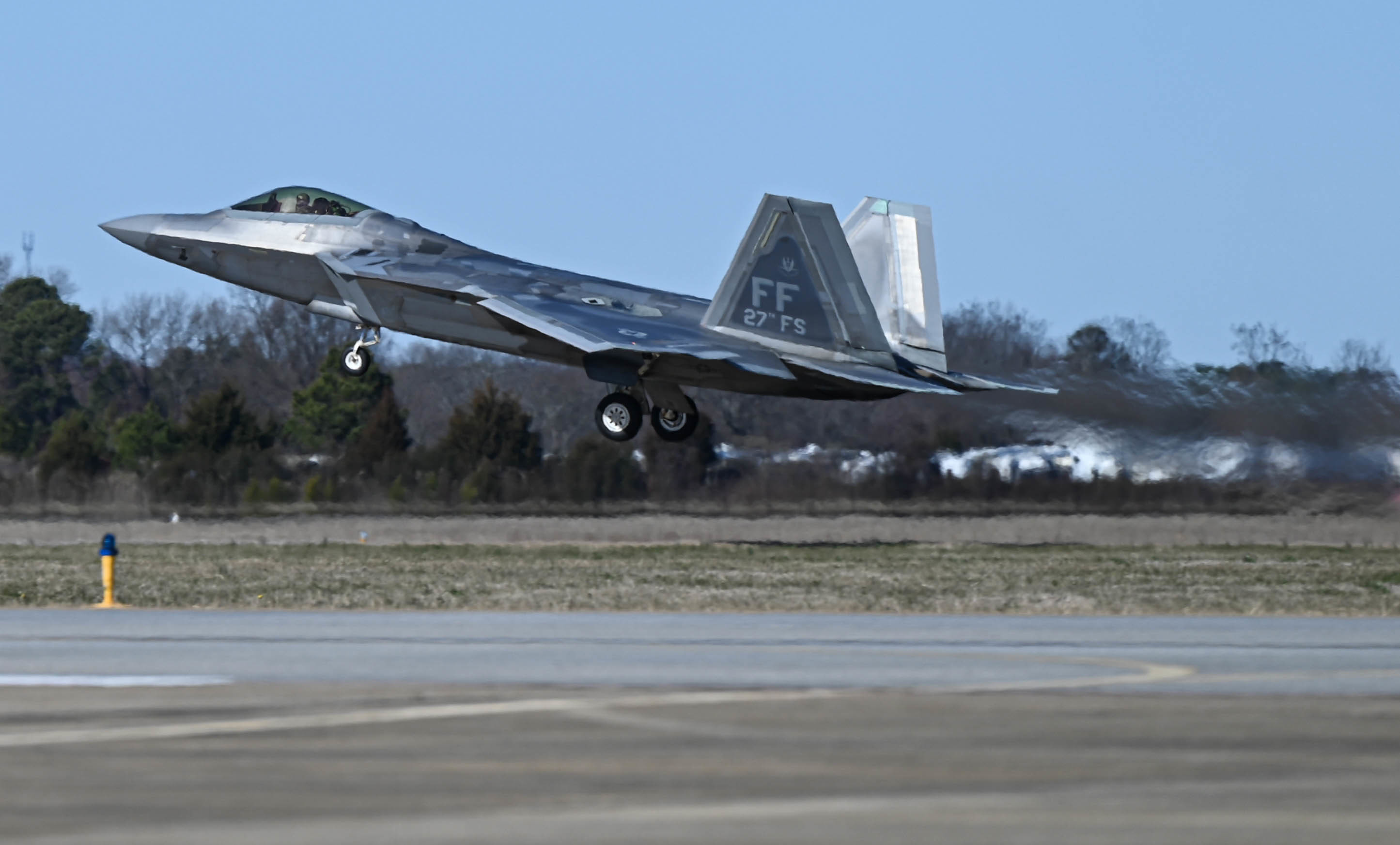
Un caza F-22 despega desde la Base Aérea Langley tras recibir las órdenes de derribar el globo.

Los funcionarios de defensa estadounidenses consideraron derribar el globo, pero decidieron no hacerlo debido al riesgo de que los escombros lesionaran a los civiles en el suelo. Se convocó una reunión entre el secretario de Defensa Lloyd Austin, el presidente del Estado Mayor Conjunto, el general Mark Milley, el comandante general de NORTHCOM/NORAD, Glen D. VanHerck, y otros comandantes militares. El presidente Joe Biden recibió una «fuerte recomendación» de los funcionarios de que no fuera derribado. El globo fue monitoreado por aviones tripulados enviados por NORAD, incluido el avión de alerta temprana Boeing E-3 Sentry (comúnmente conocido como AWACS) y aviones F-22 Raptor de la Base de la Fuerza Aérea Nellis. El presidente de EE. UU., Joe Biden, pospuso el viaje diplomático programado del secretario de Estado, Antony Blinken, a China para el día siguiente en respuesta.
Funcionarios canadienses convocaron al embajador chino en Canadá a Ottawa, mientras que el Departamento de Defensa Nacional anunció que estaban monitorizando la situación junto con Estados Unidos a través de NORAD. Una declaración de las Fuerzas Armadas Canadienses enfatizó que no había amenaza para los canadienses.
Un portavoz del Ministerio de Relaciones Exteriores de China afirmó que el globo era «una aeronave civil utilizada con fines de investigación, principalmente meteorológicos. Afectada por los vientos del oeste y con una capacidad limitada de autodirección, la aeronave se desvió mucho de su curso planificado». El Departamento de Estado de los Estados Unidos rechazó esta afirmación. El China Daily dijo: «Para espiar a los EE. UU. con un globo, uno debe quedarse atrás para usar una tecnología de la década de 1940 y ser lo suficientemente avanzado como para controlar su vuelo a través del océano. Los que fabrican la mentira están sólo exponiendo su ignorancia».

## Análisis
James Andrew Lewis, del Centro de Estudios Estratégicos e Internacionales, un grupo de expertos bipartidista con académicos que representan diferentes puntos de vista en todo el espectro político, cree que «China nunca ha utilizado globos para espionaje... La explicación más probable es que se tratara de un globo meteorológico que se extravió» indicando también que «el espionaje chino es más extenso que el espionaje soviético en el apogeo de la Guerra Fría». Tom Karako, también del Centro de Estudios Estratégicos e Internacionales, dijo que, en comparación con instrumentos de recopilación de inteligencia como los satélites, uno de los beneficios de usar globos era que podían «flotar más cerca del suelo e interceptar comunicaciones o señales electrónicas que los sistemas en órbita no pueden».